# Городское поселение Верхнетуломский
Городское поселение Верхнетуломский — муниципальное образование в составе Кольского района Мурманской области, Россия.
Административным центром сельского поселения является посёлок городского типа Верхнетуломский.

## География
Городское поселение Верхнетуломский расположено в северо-западной части области в западной части Кольского района. Граничит:
- на севере — с городским поселением Никель Печенгского района;
- на востоке — с сельскими поселениями Тулома и Пушной;
- на юго-востоке — с городским округом город Мончегорск с подведомственной территорией;
- на юге — с Ковдорским районом;
- на западе — с областью Лаппи Финляндии.

## Население
| 2010  | 2012  | 2013  | 2014  | 2015  | 2016  | 2017  |
| ----- | ----- | ----- | ----- | ----- | ----- | ----- |
| 1580  | ↘1515 | ↘1450 | ↘1421 | ↘1338 | ↘1294 | ↘1267 |
| 2018  | 2019  | 2020  | 2021  | 2023  |       |       |
| ↘1251 | ↘1222 | ↘1219 | ↗1328 | ↘1264 |       |       |

Численность населения, проживающего на территории поселения, по данным Всероссийской переписи населения 2010 года составляет 1584 человека, из них 738 мужчин (46,6 %) и 846 женщин (53,4 %).

## Населённые пункты
В состав городского поселения входят 2 населённых пункта.
| № | Населённый пункт | Тип населённого пункта      | Население    |
| - | ---------------- | --------------------------- | ------------ |
| 1 | Верхнетуломский  | пгт, административный центр | ↘1254 (2023) |
| 2 | Светлый          | населённый пункт            | ↗10 (2023)   |

Ранее в состав поселения также входил населённый пункт Ниванкюль, упразднённый 2 июля 2008 года в связи с отсутствием проживающего населения.